# Paul Webster
Paul Webster, född 19 september 1952, är en brittisk filmproducent.